# Iris Ferrari
Iris Ferrari (Milano, 15 febbraio 2003) è una scrittrice italiana.

## Biografia
Nata a Milano, Iris Ferrari si è diplomata al Liceo delle Scienze Umane e attualmente frequenta la Facoltà di Scienze delle Comunicazioni. Ha iniziato la sua attività nel 2015 aprendo un canale YouTube, attraverso il quale ha guadagnato popolarità tra il pubblico giovanile. Oltre alla sua attività sui social, ha frequentato un'accademia di recitazione a Milano.

## Vita privata
È figlia della giornalista televisiva Roberta Ferrari.

## Attività televisiva
Ferrari è apparsa come ospite in vari programmi televisivi, tra cui:
- Chi ha incastrato Peter Pan? (Canale 5, 2017) – ospite come miglior TikToker
- Vita in diretta (Rai 1, 2018) – ospite per la presentazione del libro Una di voi
- Maurizio Costanzo Show (Canale 5, 2018) – ospite
- TG1 (Rai 1, 2019) – ospite
- Mattino 5 (Canale 5, 2019) – ospite
- Ore 14 (Rai 2, 2024) – ospite
- Casa Italia (Rai Italia, 2024) – ospite

## Pubblicazioni
Iris Ferrari ha pubblicato tre libri con la casa editrice Mondadori:
- Una di voi (2018)
- Le NOSTRE emozioni (2019)
- Ma non eri morta?! (2022)

## Campagne pubblicitarie
Nel 2018, è stata testimonial per una campagna pubblicitaria dei biscotti Ringo.